# オタカル・ジフ
オタカル・ジフ（チェコ語: Otakar Zich, 1879年3月25日  ミェステツ・クラーロヴェー - 1934年7月9日 オウビェニツェ・ウ・ベネショヴァ）はチェコの作曲家・美学者。

## 経歴
19世紀チェコの卓越した美学者オタカル・ホスティンスキーに師事し、急進的な音楽学者・音楽評論家のズデニェク・ネイェドリーに擁護された。1903年から1906年までドマジュリツェの高等学校で化学と数学の教師を務める。第一次世界大戦が勃発するまでプラハに過ごし、評論家として積極的に音楽界に参加した。この能力によってネイェドリーによるスメタナ擁護とドヴォルザークの偶像破壊を支持し、とりわけ「ドヴォルジャーク事件」（1911年 - 1914年）においてドヴォルジャークの音楽語法の芸術的な統一性に疑問を投げ掛けた。こうした活動によってジフはネイェドリーのカレル大学における学術サークルと結びつき、1924年に同校の美学教授に任命され、歿するまでその地位にあった。

## 業績・評価
ジフは民謡研究や美学について、数々の著作を物した。中でも、『音楽の審美的受容（Estetické vnímaní hudby）』（1911年）や『演劇の美学（Estetika dramatického umění）』（1931年）といった著作がある。それぞれの著書でジフは、ヘーゲルやフッサールの著作から派生した現象学を、公演芸術に当てはめることを試みており、ジフの著作は今なおチェコの学界では議論の的となっている。音楽学者としてはスメタナの生涯や創作についての研究に没頭し、おびただしい数の分析的な論文をチェコ語の音楽雑誌に寄稿した。
作曲家としてジフはほとんど独学であったが、スメタナ以降のチェコの作曲家のうち、フィビフやフェルステル、オストルチルらと並んで「線的な」作曲家のひとりに数えられている（これら全員がネイェドリーの人脈であった）。プラハの演奏界には、歌劇《画家の気紛れ（Malířský nápad）》（1908年）や《罪（Vina）》（1915年）、モリエールの『滑稽な才女たち（Les précieuses ridicules）』を原作とする《才媛（Preciézky）》（1924年）によって貢献した。いくつかの独唱用歌曲や合唱曲も遺している。ジフの作曲様式は、後期ロマン派音楽様式から初期の新古典主義音楽の間に跨っており、濃密な管弦楽法、ワーグナー流のライトモティーフ、徹底して線的な対位法を、過去の様式を楽しそうに引き合いに出す手法と結びつけたものである。《才媛》と若干数の小品を例外として、ジフの音楽作品は未出版のままである。
ネイェドリーとの縁故から、戦間期のプラハにおいて、ジフの作品の上演はしばしば猛反発を喰らい、評論家からは、党派に義理立てした新音楽と評価された。中でも最低の評価を受けたのは、1922年の《罪》の初演であり、極端に保守的な評論家アントニーン・シルハンからラテン語で「音楽の終わり（Finis musicae）」と題された、罵倒だらけの論文によって攻撃された。シルハンの議論は、もっぱらこのオペラの総譜に向けられており、時おり無調性に踏み込んだ対位法に毒づいている。

## 参考資料・註
1. ↑  Locke, B: Opera and Ideology in Prague:  Polemics and Practice at the National Theater, 1900-1938 ISBN 1-58046-228-6
2. ↑  Zich, O: "Dvořákova umělecká tvorba," 1911
3. ↑  Locke, B: Opera and Ideology in Prague
4. ↑  Locke, B: Opera and Ideology in Prague